# Shining Tears X Wind
Shining Tears X Wind (яп. シャイニング·ティアーズ·クロス·ウィンド Сяйнигу Тиадзу Куросу Виндо, Сверкающие Слезы и Ветер) — японский аниме-сериал, созданный по мотивам игр Shining Tears и Shining Wind для PlayStation 2. Сериал транслировался на территории Японии по телеканалу Tokyo MX с 6 апреля по 29 июня 2007 года. Примечательно, что открытие и концовка к аниме такая же, как и в игре Shining Tears. Сериал был дублирован на французском и голландском языках.

## Сюжет
Группа студентов академии святого Люминоса расследуют таинственные исчезновения, происходящие в вымышленном городке Тацумэ, и находят странную книгу, в которой описывается другой мир. Внезапно в академию попадет девушка-кошка по имени Мао, которая преследовала сбежавшего зверя-человека. Но, к несчастью, её амулет ломается, и она вместе с Соумой и Курэхой попадает в другое измерение. Там Соума узнаёт, что мужчины из земли являются «синкэн-си» и способны преобразовывать душу живого существа в волшебный меч. Также Соума узнаёт, что миру угрожает чёрная энергия, прибывавшая из мира мёртвых через особые порталы и только синкэн-си могут их быстро закрывать. Зеро, таинственный ангел с чёрно-белыми крыльями, заявляет, что только Соума способен победить зло и спасти всех…

## Список персонажей
Соума Акидзуки (яп. 秋月 蒼真) — Главный герои истории. Молодой парень со светлыми волосами и смуглой кожей. Может извлекать из души человека меч. Сначала это была Курэха. После того, как понял, что оказался марионеткой канцлера Сэйрана — Сумари, решил путешествовать в одиночку, но постепенно стал собирать новых соратников, которые когда то служили Зеро (когда тот был человеком). Выступает против войны, так он неоднократно делал попытки решить конфликты дипломатическими встречами. Параллельно за ним наблюдает и помогает Зеро, веря, что он — главная надежда на спасение мира. Позже видно, что Соума может также извлекать мечи и у мужчин. В конце истории собирается вернуться на Землю, однако в последний момент передумывает.
Сэйю: Соитиро Хоси
Тока Курэха (яп. 呉羽 冬華) — Одноклассница Соумы и мико, попадает вместе с ним в волшебный мир. Она первая, у кого извлёк меч Соума. Позже начинает следовать за Кайто. Питает тёплые чувства к Кирие, но никогда не выражала их. В конце истории возвращается на Землю вместе с Кирией и Сииной.
Сэйю: Юи Хориэ
Кайто Кирия (яп. 霧谷 魁斗) — Изначально героя показывают как тихого и застенчивого студента. До начала событий видел сон с эльфийкой, которая предупреждала об уничтожении мира. После того, как попадает в волшебный мир, входит в армию рыцарей света и использует духовный меч Сиины. Позже к нему присоединяется Курэха. В отличие от Соумы, который против войны, Кирия всё больше входил в роль «героя» и всё больше жаждал уничтожить врагов, веря, что мир можно установить лишь победой. Так он сорвал дипломатическую миссию, которую организовал Соума. Позже он влюбляется в Зекти и стремится защитить её. Как и Курэха с Сииной, возвращается на Землю.
Сэйю: Акира Исида
Канон Сиина (яп. 椎名 夏音) — Девушка-студент, входит в состав студенческого совета. Как и остальные, попадает в волшебный мир, и начинает верно следовать за Кирией, давая ему свой духовный меч. Сильно переживает за Соуму.
Сэйю: Нана Мидзуки
Харуто Сайондзи (яп. 西園寺 春人) — Студент родом из богатой семьи. За короткий промежуток времени успел стать императором Балгарда и взял имя Трайхард, но он также стал главным злодеем, который без колебаний был готов уничтожить главных героев. Намеревается завоевать весь мир, так как верит, что таким образом он установит мир. Позже однако власть захватывает одержимый тьмой Киллрейн и похищает Сайонодзи, чтобы использовать его силу для пробуждения тьмы. В конце концов его освобождает Соума и вместе с Кирией, они втроём свергают Киллрейна. Решает остаться в волшебном мире с Хирудой, чтобы восстановить леса и вернуть себе имя.
Сэйю: Рётаро Окиаю
Рэя Хируда (яп. 蛭田 麗亜) — Одна из четырёх стражей, была членом студенческого совета, очень тихой и застенчивой девушкой. Но в волшебном мире её душой завладело злое альтер эго, сделав Хируду беспощадной злодейкой, жаждущей смерти и хаоса. Однако настоящая Хируда продолжала везти постоянную борьбу со своей тьмой. После того, как Соума и Кирия вместе уничтожили меч тёмной Хируды, она исчезла. Таким образом настоящая Хируда стала снова сама собой. Несмотря на это она всё равно поддерживает Трайхарда. В конце истории решает остаться в волшебном мире с Трайхардом, чтобы помочь ему восстановить лес.
Сэйю: Куми Сакума
Зеро (яп. ゼロ) — Раньше был человеком и собрал свою команду, чтобы поддерживать мир. Однако чтобы спасти Рюну, принял на себя чёрную силу «Дзэробос» и одержимый, убил своих соратников. После того, как пришёл в себя, воскресил их, и исчез. Позже он стал следовать за Соумой, веря, что он сможет заменить Зеро. Чёрное крыло символизирует, что Дзэробос всё ещё живёт в его теле, а белое означает, что душа и разум Зеро всё ещё не поглощены и могут вести борьбу с тьмой.
Сэйю: Соитиро Хоси
Мао (яп. マオ) — Девушка, на четверть зверь. Принцесса Бестии и дочь короля Льва. Попала в мир людей, чтобы поймать сбежавшего зверя-человека. Очень хочет найти Зеро, но тот избегает встречи с ней, переполненный чувством стыда из-за того, что убил своих соратников и сбегая услышал крики Мао. Её душа может принимать форму огненного меча. В конце истории, Соума решает остаться в последний момент, видя, как Мао впадает в отчаяние.
Сэйю: Тива Сайто
Рюна (яп. リュウナ) — Бывшая соратница Зеро и жрица башни Етварл, решает следовать за Соумой. До начала событий, в её тело попала сила Дзэробоса и после того, как силу принял Дзэро, лишённый разума, он убил Рюну, но позже воскресил её. Рюна может с помощью света изгонять силы тьмы и парализовать монстров.
Сэйю: Мисато Фукуэн
Лазарус (яп. ラザラス Радзарасу) — Зелёный дракон в доспехах. Бывший соратник Зеро, решает следовать за Соумой, обладает огромной физической силой. Его убил и позже воскресил Зеро до начала основных событий. Преисполнен чувством чести. Однажды Соума извлёк из него духовный меч.
Сэйю: Ёсинори Сонобэ
Эльвин (яп. エルウィン Эруувин) — Девушка-эльф. Бывшая соратница Зеро, решает следовать за Соумой, который позже начинает извлекать из неё духовный меч.
Сэйю: Рё Хирохаси
Бланк Нейдж (яп. ブラン·ネージュ Буран Нэйдзю) — Бывшая соратница Зеро, решает следовать за Соумой. Ледяная волшебница и принцесса Руневала. Очень холодна по отношению к остальным. Её духовный меч также наделён холодной силой и способен замораживать оружие врага.
Сэйю: Аяко Кавасуми
Роуэн (яп. ロウエン) — Царь Сэйрана, человек-волк. Первый, с кем встретились Соума и Курэха, но не стал говорить им, кто он такой. До того, как стал королём, был членом пиратского экипажа. Решает помогать главным героям.
Сэйю: Дайсукэ Мацуока
Хоумэй (яп. ホウメイ) — Древний эльф, которая много веков назад пыталась уничтожить мир, но была побеждена и заключена в запретных землях Конрон. Позже она присоединяется с рыцарям света и играет роль тактика. Несмотря на свою внешность, ей уже 3000 лет. В игре Хоумэй принадлежит к расе драконов.
Сэйю: Тива Сайто
Зекти Эйн (яп. ゼクティ·アイン Дзэкути Аин) — Одна из четырёх стражей Балгарда. Была создана искусственно, на основе генов Хируды, чтобы заменить её. Носит на голове специальные приспособления, чтобы не заразится тьмой (эльфы не могут находиться в проклятых местах), но одновременно устройство подавляет её разум. К ней сильно привязывается Киллрейн, который видит в ней покойную сестру. Когда Зекти встретила Кирию, она стала сомневаться в своих поступках, и в результате во время битвы между Кирией и Сайонодзи, жертвует собой, чтобы спасти Кирию. Позже её воссоздают в специальном контейнере, при этом Зекти не теряет память о последних событиях и теперь имеет естественные эльфийские крылья на голове. Он помогает главным героям в борьбе против Киллрейна. Становится жрицей Башни Ветра.
Сэйю: [[{{{2}}}, Кувасима|Кувасима {{{2}}}]]
Киллрэйн (яп. キルレイン Кирурэин) — Один из четырёх стражей Балгарда. До того, как был заражён тьмой, был добрым эльфом с золотистыми волосами. Сохранял свой рассудок, пока рядом находилась Зекти, напоминающая ему покойную сестру, по после того, как она умерла, он потерял свой разум и решил уничтожить этот «несправедливый мир». В результате он крадёт Сайонодзи, чтобы использовать его силу для пробуждения тьмы. Но оказывается уничтоженным объединёнными силами Соумы, Кирии и Сайонодзи. Так его дух очищается от тьмы и вместе с духом сестры, он решает быть запечатанным в другом измерении.
Сэйю: Такаси Кондо
Лесной дух феи (яп. 久遠の森の詠み手) — Таинственный дух эльфийской девушки, которая появилась во сне Кирии. На основе её клеток была создана Зекти. Она покойная принцесса Силестия, которую казнил Сумари. Решает быть запечатанной вместе с Киллрейном в другом измерении.
Сэйю: Хоко Кувасима
Ласси (яп. ラッシィ Рассий) — Маленький дух, который какое то время сопровождал главных героев и направляя их. Позже выясняется, что он дух-король ветра. Эльфы могут понимать его речь.
Сэйю: Юнко Хагимори

## Список серий аниме
| #  | Название                                                      | Дата выхода    |  |
| -- | ------------------------------------------------------------- | -------------- |  |
|    |                                                               |                |  |
| 01 | Today X The Other World «Гэндай Куросу и Сэкай» (現代×異世界) | 6 апреля 2007  |  |
| 02 | Heart X Sword «Кокоро Куросу Кэн» (心×剣)                     | 13 апреля 2007 |  |
| 03 | Friend X Love «Томо Куросу Кой» (友×恋)                       | 20 апреля 2007 |  |
| 04 | Mission X Companion «Симэй Куросу Накама» (使命×仲間)         | 27 апреля 2007 |  |
| 05 | Elf X Elf «Юсэй Куросу Юсэй» (妖精×妖精)                      | 4 мая 2007     |  |
| 06 | Hot Sand X Ice and Snow «Нэсса Куросу Хуёсэцу» (熱砂×氷雪)    | 11 мая 2007    |  |
| 07 | Wind X Tears «Кадзэ Куросу Намида» (風×涙)                    | 18 мая 2007    |  |
| 08 | Weissritter X Zero «Сиро Киси Куросу Рэй» (白騎士×零)         | 25 мая 2007    |  |
| 09 | Despair X Hope «Дзэцубо Куросу Кибо» (絶望×希望)              | 1 июня 2007    |  |
| 10 | Reunion X Bond «Сайкай Куросу Кидзуна» (再会×絆)              | 8 июня 2007    |  |
| 11 | Spirit X Witch «Сэйрэй Куросу Мадзё» (精霊×魔女)              | 15 июня 2007   |  |
| 12 | Light X Darkness «Хикари Куросу Ями» (光×闇)                  | 22 июня 2007   |  |
| 13 | World X Heart «Сэкай Куросу Кокоро» (世界×心)                 | 29 июня 2007   |  |

## Музыка
Открытие
- «Shining Tears»
Исполняет: Соитиро Хоси

Концовка
- «Light's Silhouette» (яп. 光のシルエット Хикари но Сируэтто)
Исполняет: Соитиро Хоси